# نيك تالبوت
نيك تالبوت (بالإنجليزية: Nick Talbot)‏ هو عالم وراثة بريطاني، ولد في 5 سبتمبر 1965 في Haslemere ‏ في المملكة المتحدة.